# Devarakaggalahalli, Kanakapura
Devarakaggalahalli là một làng thuộc tehsil Kanakapura, huyện Ramanagara, bang Karnataka, Ấn Độ.